# 深圳发展银行
深圳发展银行（深交所除牌前：000001，简称：深发展A），是中华人民共和国历史上第一家向社会公众公开发行股票的全国性股份制商业银行。银行成立于1987年12月28日，并于1988年4月7日开始在深圳证券交易所挂牌。深发展的总部位于广东省深圳市深南东路5047号平安银行大厦（原名深圳发展银行大厦）。截至2011年9月31日，總資產9305億元人民幣，在全國22個主要城市有299家網點。
2012年8月深圳发展银行正式更名为平安银行股份有限公司（简称平安银行）。

## 历史

### 公司早期
深圳发展银行的前身为广东省宝安县信用合作社在当时深圳经济特区内（即罗湖区、福田区、南山区）的6家分支机构。1987年至1988年，经深圳经济特区人民银行批准，深圳发展银行两次向公众发行普通股，并经外汇管理局批准在1988年首次公开发行外汇优先股。1989年3月10日至4月24日，公司再次募集普通股67.5万股和优先股8万股，普通股每股价格为40元人民币（面值20元）。按资料显示，当时的三大股东为深圳市投资管理公司、深圳市国际信托投资公司、中电深圳工贸公司（持股各占10%）。
1990年，深圳发展银行对原股东手里持有的股份以每股60万元的价格予以现金兑付。1991年4月3日，深圳发展银行以自由认购形式首次向社会公开发售人民币普通股，成为1949年之后中国历史上第一家向社会公众公开发行股票的商业银行，股票代码“000001”。深圳发展银行的股票一度成为中国股票市场上的风向标，对老一辈的股民来说，深发展这个名字伴随着的是一段刻骨铭心的股市记忆。在1996年的那一轮牛市，无数股民心中只有两只股票：深市的深发展，沪市的四川长虹。当时有个知名股评家叫陈钢，他在电视上天天喊“发展发展再发展”，“我恨不得把自己名字改成陈发展”。
然而到了1998年，受东南亚金融危机波及以及长期经营管理不善（包括“贺云案”），深发展开始出现大面积的不良贷款，深发展由此进入了长达7年左右的业绩低迷期。2000年，深发展在股份制商业银行的多项评价指标中均为倒数第一；在上市银行中，深发展成为不良资产比例最高、拨备计提覆盖最低的双料“冠军”。1997年深发展尚可实现盈利10亿元，到了2002年、2003年则只有2亿～3亿元左右了。到2004年，深发展资本充足率不到3％，不良资产接近144亿元；多项指标触及银监会的警戒线，也因此一度被暂停了所有新网点的开设和新业务的审批。
至2004年，深圳發展銀行总股本19.4亿，流通盘14.09亿，流通股的比例占到了72%。而主要股东皆为深圳市属国有企业或者部门，且持有量无一超过10%，股票持有量较大的为深圳市投资管理公司（持有8.23%）、深圳国际信托投资公司（持有8.23%）、深圳市城市建设开发公司与深圳市劳动和社会保障局。

### 新桥重组時期
2001年，因为深圳市国资属下的深发展和南方证券均出现了不少问题，为了摆脱危机，减少国有资产损失，深圳市政府领导提出“将市属国有资产从金融类机构中退出，大胆引进国际资本入驻”的方针。在此背景下，2004年，经过多轮谈判，新橋資本（NEWBRIDGE）击败同行大鳄，以約12.35億元人民幣从前四大股东收購約3.48億股深發展股份，約占深圳發展銀行總股本的17.89%，成為其第一大股东。後來經深發展股改時派發認股權證，以及2008年中期送紅股，新橋所持股份遂增至約5.2億股。深发展當時由新橋資本控股，董事长是法兰克纽曼，行长是肖遂宁，是中国大陆第一家董事长为外籍人士、外资作为第一大股东的中资股份制商业银行。
2005年9月28日，深发展与通用电气金融国际金融公司签订了《认购协议》。根据协议规定，深发展通过定向募集方式向通用电气发行、且通用电气认购深发展股份。股份的总认购金额为1亿美元，每股售价为5.247元人民币，即双方就该项定向募集发行发布公告之日前连续二十个交易日中A股平均收盘价格的85%。此次认购的股份所占比例与现有外方股东持有的股份比例合计不超过24.99%。
从2005年开始，深发展凭借持续的创新能力，各项业务取得了快速的发展，同时解决了长年以来严重困扰其发展的不良贷款巨负； 2006年，深发展实现净利润13.03亿元，比上一年增长319%；2007年实现净利润26.5亿元，比上一年增长103%；2008年度净利润降至6.14亿元，较上年同期下降77%；但同年第四季度，深发展新增拨备56亿元，核销94亿元，其核销了全部损失类和可疑类的不良贷款，以及很大一部分的次级类贷款。此次核销贷款的绝大部分为2005年以前发放的历史不良贷款，这次大额拨备使得深发展资产组合达到历年来最健康水平；2009年，公司实现净利润50.31亿元，比上年增长719%，每股收益为1.62元。
然而，新桥资本在深发展的角色注定为财务投资者而不是长远的战略投资者。私募基金的投资者在一定期限后都会考虑如何退出，而不是持续追加资本金投资。由于受到资本金的约束，在2005年到2010年的5年之中，深发展遗憾地错失了快速发展的战略机遇，资本规模扩展有限。

### 被平安收购及更名
2009年6月12日，平安保险旗下平安壽險以每股18.26元人民幣（下同），購入深圳發展銀行至少3.70亿但不超过5.85亿股新股即最多支付現金106.821億元；同時又以2.99億新H股，向深發展先前第一大股東新橋購入深發展5.2億股股份佔16.76%的股權。交易完成後，平安將持有深圳發展銀行近30%股權，成為最大股東。而新桥资本退出深发展，此时新桥资本已从中赚取160亿元。
2010年9月1日，平安保险宣布以持有的平安銀行90.75%或 78.25億股股份，加上現金 26.92億元，交易總對價為 291億元，換取深圳發展銀行非公開發行股份，涉及 16.39億股，認購價為每股 17.75元。交易完成後，平安保险持有深圳發展銀行的股權由 29.99%增至約 52.39%，深发展持有平安银行90.75%的股份。2011年夏季该交易已经交割完成。
2010年6月，平安保险在控制董事会后，不断以人事输入方式接管深发展的高级管理层。包括行长理查德、曾担任招行及平安银行副行长的陈伟、人力资源的主管都江源和来自台湾花旗的林德云，以求控制深发展的财务、人事和运营等核心业务。随后平安银行副行长冯杰也转任深发展副行长。
在此过程中，原深发展高级管理层出现大幅震荡。包括人行出身的合规主管赵文杰、首席财务执行官王博民、首席风险执行官李文活、首席人力资源执行官赵娜、零售银行副行长刘宝瑞、信用卡中心总裁彭小军等迅速离职。尤其是信用卡业务本是两行整合的首要之战。
平安保险委派的新任信用卡总裁梁瑶兰在任职不足百日即挂冠而去。随后，深发展仿照平安银行进行分行的区域式管理，引发分行层面的人事继续动荡。包含上海、广州、天津、南京、深圳等分行的核心层人士变动。包括平安保险极为认可的原深发展上海分行行长仇卫平在上升华北区域主管后反而去意坚决。
2011年8月16日，深圳發展銀行宣布將以每股人民幣16.81元的認購價向中國平安定向增發至多11.9億股股票﹐佔擴大後發行股本的19% ﹐最多融資人民幣200億元（合31億美元）。預計交易後，平保於深發行的持股量介乎59.44%至61.36%。
2012年1月19日“平安保险透過旗下深圳發展銀行吸收平安銀行的方式，將旗下該兩間銀行合併，深發展將以每股 3.37元（人民幣．下同）購入平安銀行股東股份，料是次吸收涉資 26.9億元。2012年6月15日深發展吸收平安銀行後，改名為平安銀行股份，並完全繼承平安銀行的資產。
2012年8月 深圳发展银行正式更名为平安银行股份有限公司。

## 丑闻

### 贺云案
从1996年3月至1997年4月，贺云（时为深发展第二任行长）指使其下属使用深发展机构专用账户，趁着当时沪深股市因为香港回归而兴起的一轮大牛市行情中，先后动用3 .11亿元资金通过深发展证券部大量买卖深发展股票，非法获利9034万元。另同一时期，他也通过深发展下属公司深发地产公司、升祥投资公司、建昭投资公司的三个帐户大量买卖深发展股票。这一行为已违反《商业银行法》关于商业银行不得从事股票业务的规定，也违反了国家关于上市公司不得买卖本公司股票的规定。1997年6月13日，《人民日报》披露了国务院证监委会同人民银行、审计署、证监会等有关部门对一批违规银行、证券公司、上市公司及其负责人进行严肃处理的消息，贺云的名字赫然排在第一。后来，证监会对深发展给予警告并罚款人民币500万元，没收9034万元非法获利，对贺云给予禁入证券市场5年的处罚。

### 15亿贷款失踪案
新桥投资于2004年12月底入主深发展后任命的新管理层发现，深发展于2003年8月向某系列企业发放3年期共计15亿元贷款，存在发放不合内部管理程序和借款人使用贷款违规的嫌疑。据介绍，这笔贷款的贷款方起初为首创网络和中财国企两家公司。最初贷款的申报用途分别为建设全国性的连锁网吧及“农村科技信息体系暨农村妇女信息服务体系”（简称九亿网）。该贷款已于2003年7月至10月间，先后经由深圳发展银行北京、天津和海口三家分行出账。对于该笔贷款的担保方，深发展的判断是，“这笔贷款的担保公司银基公司成立时间不长，业务记录有限，即使注册资本全部到位，不被挪用，也不具备15亿贷款的担保能力。贷款的第二还款来源不充分”。同时深发展贷款报告明确指出该等项目存在巨大的政策风险和经营风险。如“项目尚未取得批文，是否合法合规尚难确定，存在一定政策风险”；“以国内目前网络建设状况看，电信部门的网络和广电部门的网络竞争激烈，有关项目运营能否获取批准，运营情况如何等，都存在较大不确定因素。”但更让人奇怪的是，该贷款通过放行后，并非投入在上述项目中，而是被挪用于北京东直门交通枢纽项目，项目权益人北京东华广场置业有限公司（以下简称东华置业）为该15亿元贷款提供了不可撤销的连带保证担保。而在2004年11月，深发展第三任行长周林在行内会议上主动提出报案，并于2004年11月亲自带领时任深发展过渡期风险控制顾问委员会执行工作组主席的韦杰夫，以“诈骗”定性向公安机关报案。鉴于东华置业将其享有的东直门项目权益在未获合理对价的前提下转让给北京城建东华房地产开发有限公司（以下简称城建东华），该行于2005年11月7日向北京市高级人民法院提起诉讼，请求法院依法撤销东华置业向城建东华转让东直门项目土地使用权的资格的行为。2008年，深发展再发公告称，已与北京北大青鸟有限责任公司、东华置业以及城建东华就人民币15亿元问题贷款一案达成和解协议，城建东华将向深发展支付10亿元。不过这笔贷款直到2015年6月才由重组后的平安银行一次性以现金方式全额收回。
但舆论界一度认为这与周林有关，后者一度被刑拘。不过2005年，深圳市审计局曾出具过一份关于深发展原董事长周林任期内有关事项的专项审计调查报告。报告中对15亿元贷款情况的调查进行了说明，认为这笔贷款过程中存在综合授信额度超限额、贷款发放与贷审会审批意见不符、贷后管理与审贷会审批意见不符等主要问题，作为深发展原董事长的周林，在该事项中“应负主管责任”。而在2008年5月，深发展党委对深圳市委组织部提交过一份报告文件，表示从内部掌握情况及审计报告结论看，在15亿元不良贷款问题上，周林虽然“应负主管责任”，但由于“根据我行目前的内部初步调查，没有发现贷款档案资料和相关业务记录显示周林直接参与‘15亿’贷款”，因此周林“不负有直接责任”。另外，报告中还提到，在境外投资者入股深发展后，为保全银行资产、化解信贷风险，周林主动与外方一起去报案，并参与了过渡期间善后处理工作。从某种意义上说，正是因为周林当初的主动报案，对后续15亿元贷款的全额收回，起到了积极的作用。

## 合併後總和
截至2012年6月30日，合併後營運狀況如下：
- 資產總值： 14906億人民幣
- 貸款總值：6829亿人民币
- 存款总值： 9496億人民幣
- 分行數目：超過400間
- 信用卡發卡量：900萬張